# Zawilec wieńcowy
Zawilec wieńcowy (Anemone coronaria L.) – gatunek rośliny z rodziny jaskrowatych. Naturalny obszar jego występowania to basen Morza Śródziemnego (Algieria, Egipt, Tunezja, Hiszpania, Francja, Włochy, Grecja, Cypr) oraz Bliski Wschód (Turcja, Izrael, Irak, Iran, Jordania, Liban, Syria).

## Morfologia

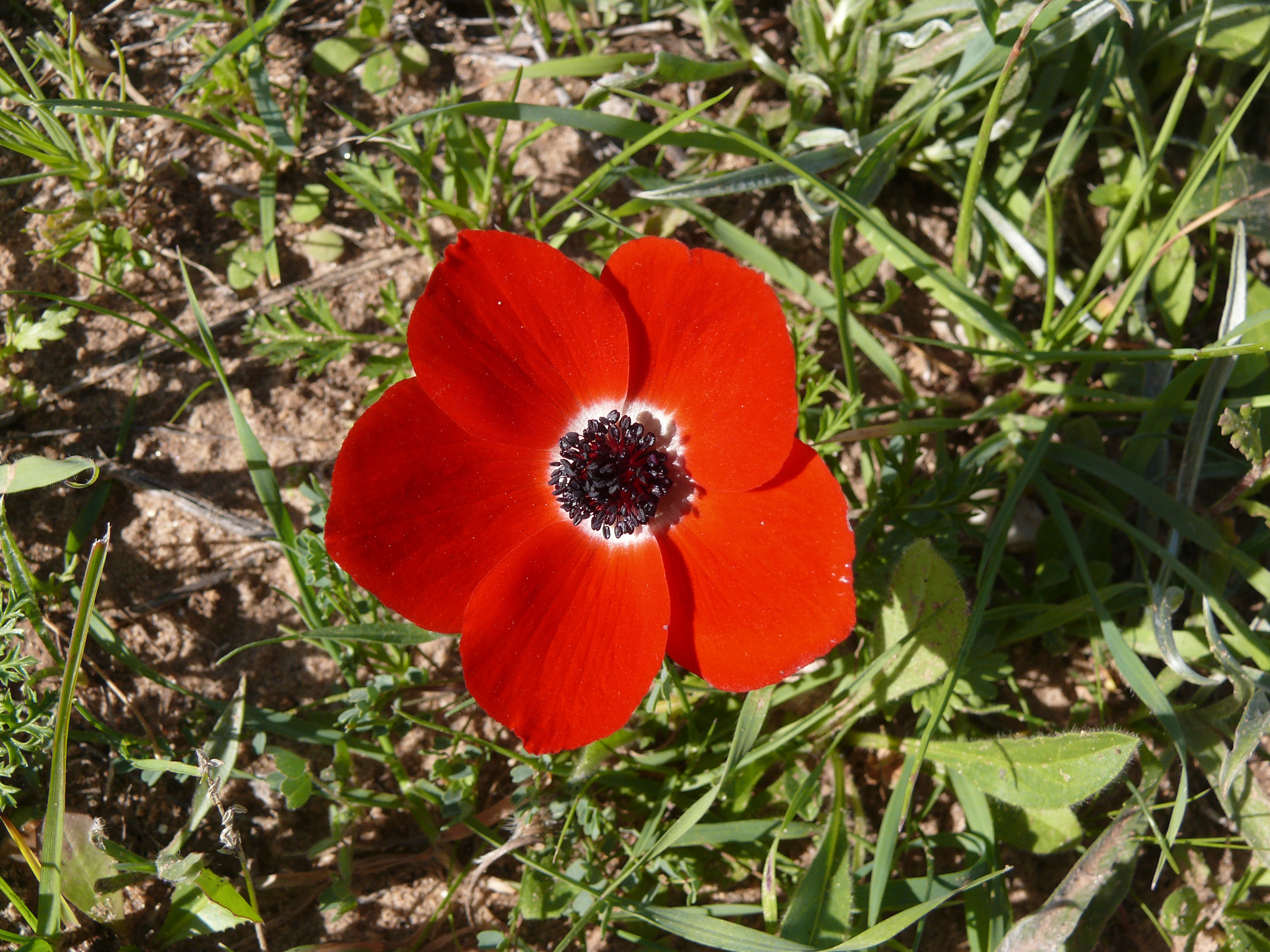
Kwiat

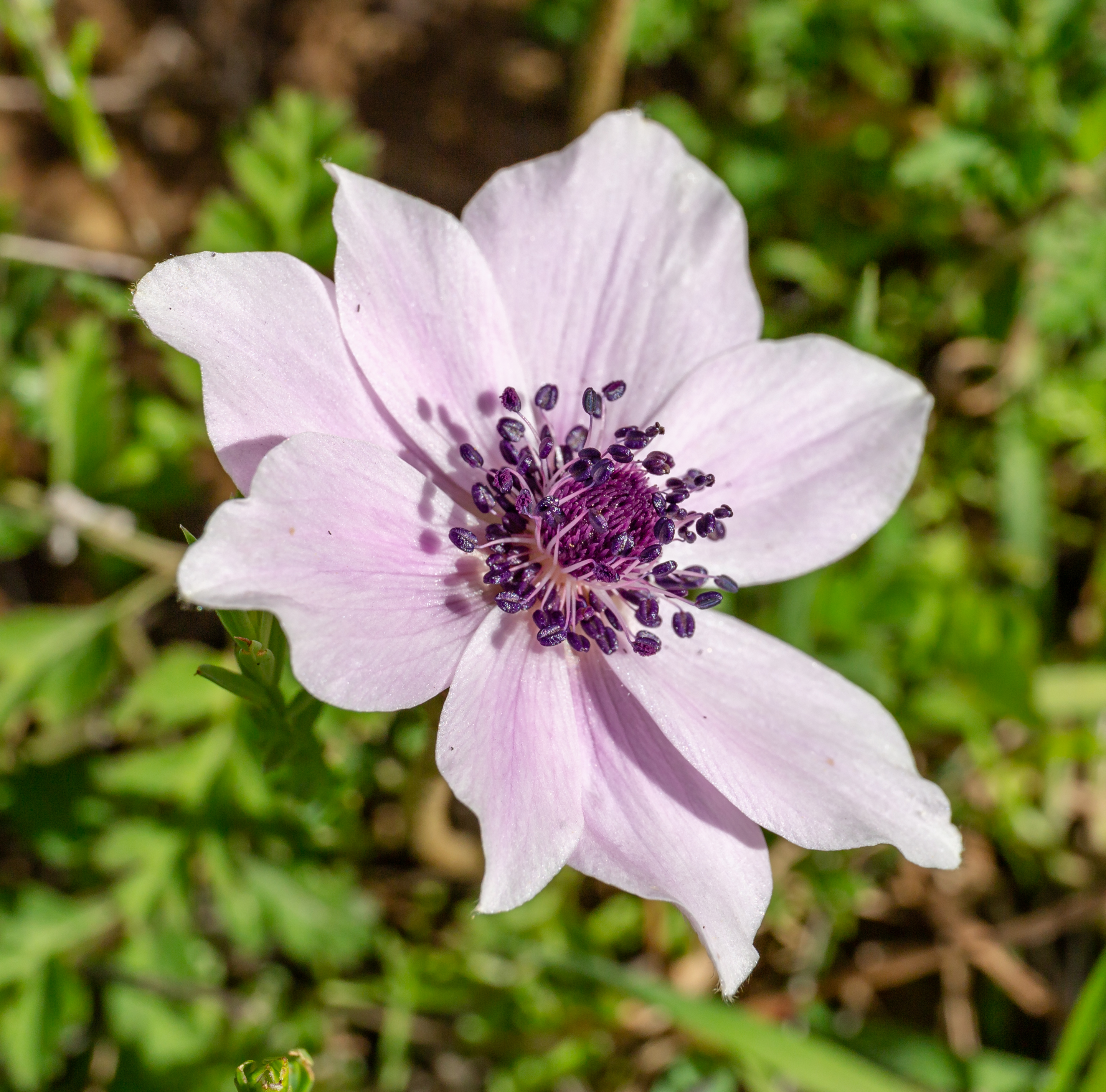
Kwiat

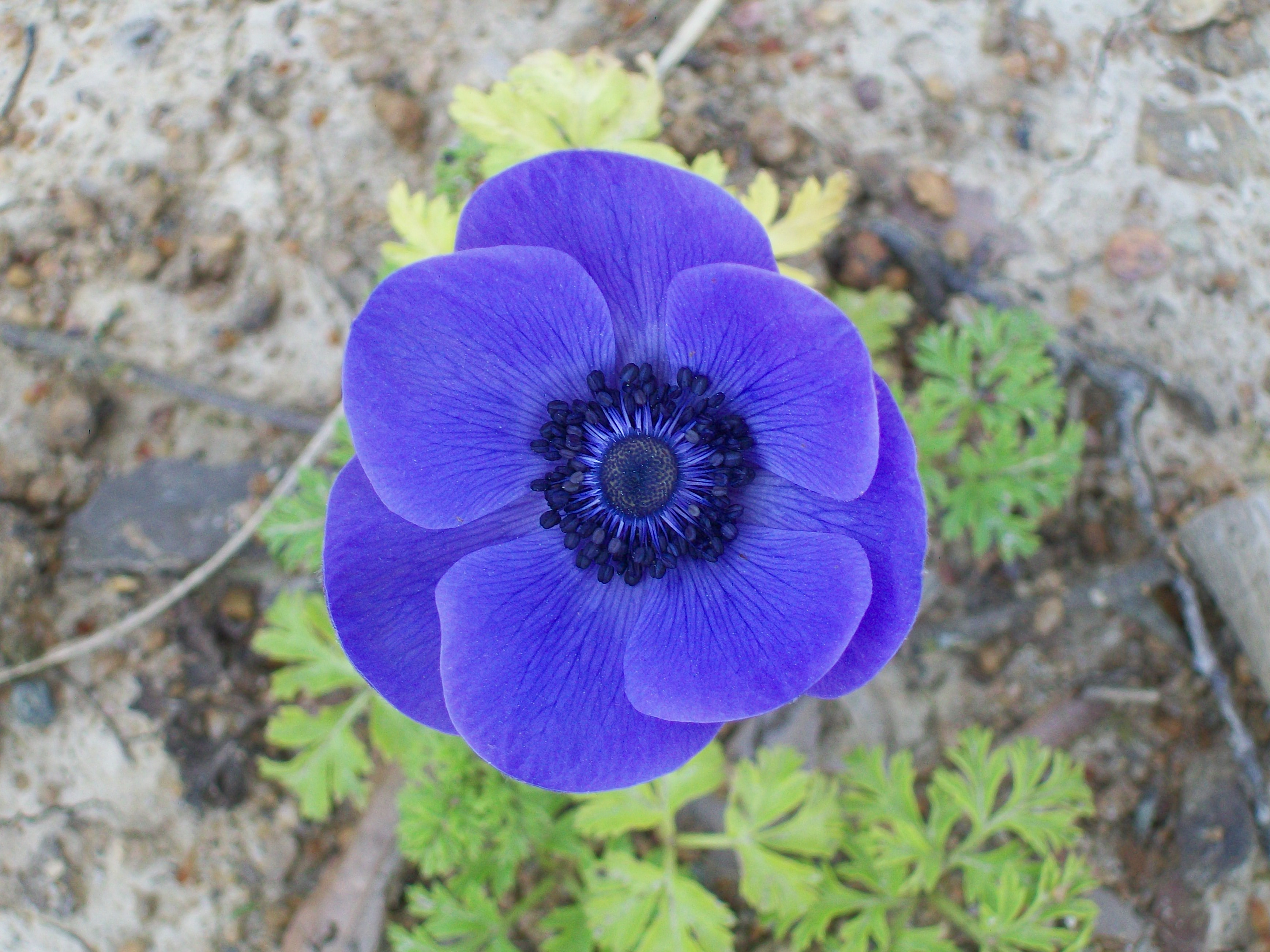
Kwiat

PokrójBylina kłączowa. Osiąga wysokość do 25 cm i tworzy dość wysokie i luźno rozgałęzione pędy.
LiścieOdziomkowe, pierzastodzielne, o długości 6–8 cm. Po zakwitnięciu rośliny liście zanikają.
KwiatyO miseczkowatym kształcie, wyrastające pojedynczo na szczycie pędów. Mają średnicę 4–7 cm. W naturze występują kwiaty zwykle o czerwonej barwie, ale ogrodnicy wyhodowali odmiany o barwie białej, różowej, niebieskiej i fioletowej. Istnieją też odmiany o pełnych kwiatach. Uprawiany w Polsce kwitnie od wiosny do jesieni.

## Biologia i ekologia

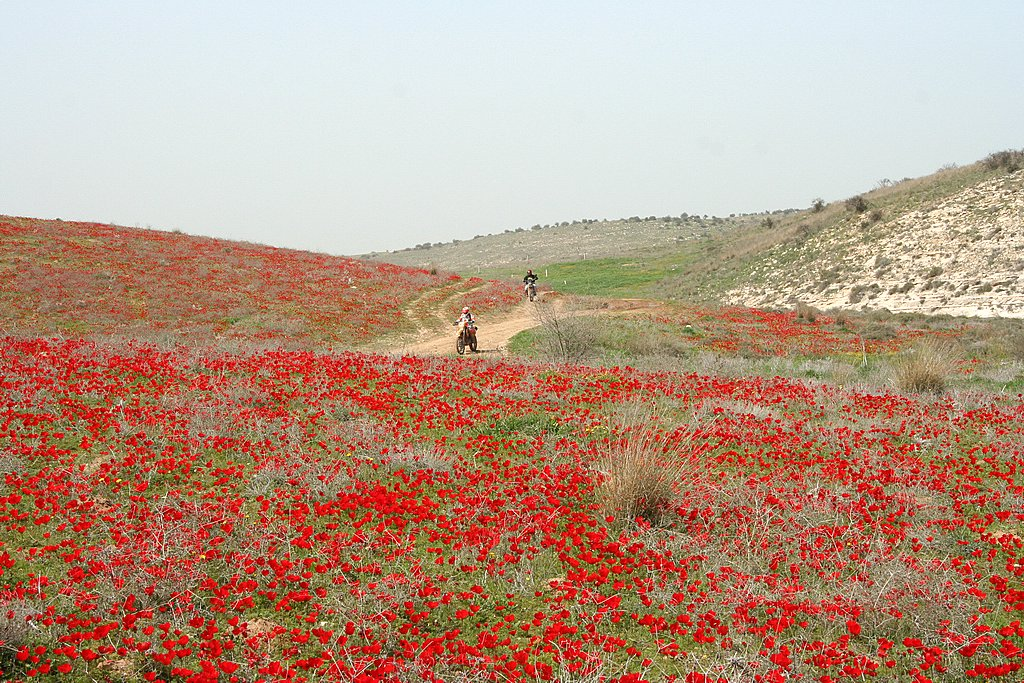
Masowo kwitnące zawilce w Izraelu

W obszarze swojego rodzimego występowania rośnie na polach, w zaroślach i na półpustyniach, szczególnie pospolicie tam, gdzie nie istnieje nowoczesne rolnictwo.

## Zastosowanie
Roślina ozdobna. Jest jednym z najczęściej uprawianych zawilców. Lubi gleby głębokie i przepuszczalne, najlepsze są stanowiska w półcieniu. Rozmnaża się przez podział kłączy wczesną wiosną, lub przez wysiew nasion od lutego do kwietnia. Nasiona kiełkują po 21-28 dniach, niezbędna jest im temperatura 10-15° C.

## Obecność w kulturze
- Uznana przez wszystkich badaczy roślina biblijna. Do niej, oraz do jaskra azjatyckiego tyczą się słowa z Ewangelii Mateusza (6,28-29): „Przypatrzcie się liliom na polu, jak rosną: nie pracują ani przędą. A powiadam wam: nawet Salomon w całym swoim przepychu nie był tak ubrany jak jedna z nich”[6].
- W czasach biblijnych zawilec wieńcowy z powodu szybkiego przekwitania uznawany był za symbol krótkiego życia człowieka[6].

## Filatelistyka
W kwietniu 1952 zawilec wieńcowy pojawił się na znaczku izraelskim o nominale 110 pruta w serii wydanej z okazji Dnia Niepodległości.
W lutym 1992 roku Poczta Izraela wydała beznominałowy znaczek pocztowy z zawilcem wieńcowym w technice heliograwiury. Łacińska nazwa gatunku nadrukowana na znaczku: Anemone coronarium.